# Marele Incendiu din Chicago

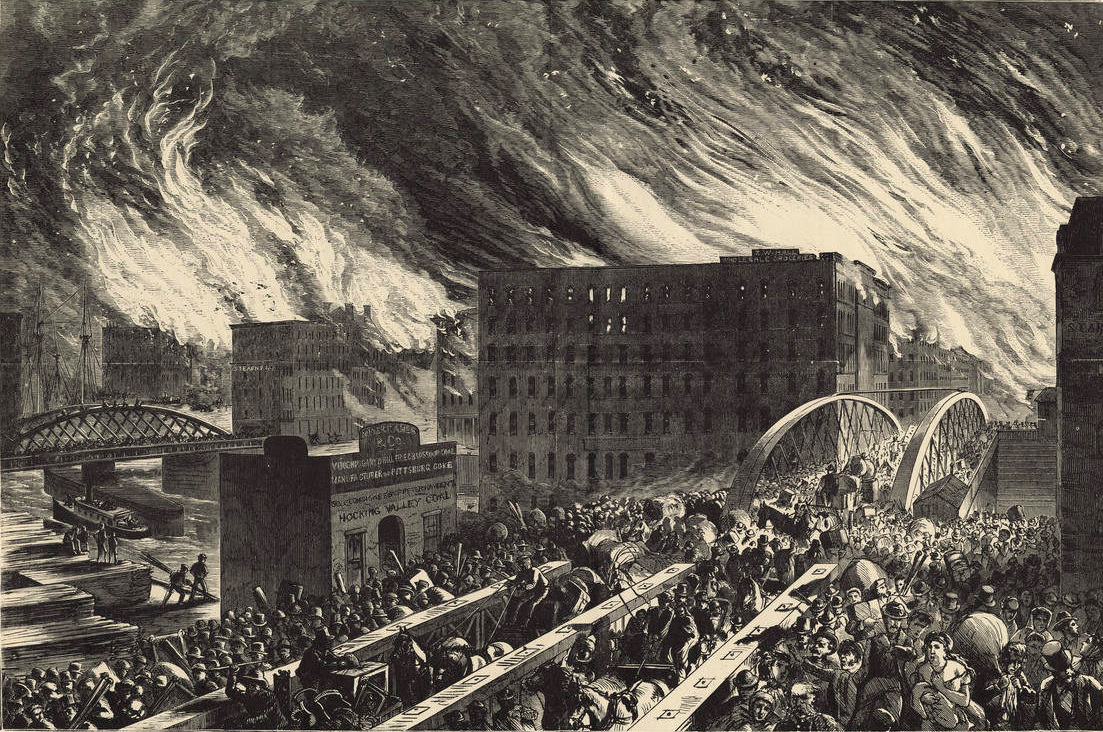
Reproducere artistică a incendiului, de John R. Chapin, tipărită inițial în Harper's Weekly; vedere spre nord-est peste podul Randolph Street.

Marele Incendiu din Chicago a avut loc începând cu ziua de duminică, 8 octombrie și până marți, 10 octombrie 1871 și s-a soldat cu moartea a sute de persoane și cu distrugerea a circa 10 km² de zonă construită în orașul Chicago, Illinois. Cauzele incendiului nu sunt cunoscute. Deși a fost una dintre cele mai mari catastrofe din Statele Unite în secolul al XIX-lea, reconstrucția ce a demarat aproape imediat a făcut din Chicago unul dintre cele mai populate și mai dezvoltate economic orașe americane.
Pe drapelul orașului Chicago, a doua stea comemorează incendiul.